# Памукова
Памукова (тур. Pamukova) — місто та район у провінції Сакар'я (Туреччина).

## Історія
Ці місця були населені з античних часів. Ними володіли греки, римляни, візантійці, тюрки-сельджуки, і в підсумку вони увійшли до складу Османської імперії.